# Hammy McMillan (Curler, 1963)
Hammy McMillan (* 13. Juli 1963 in Stranraer) ist ein schottischer Curler.
Sein internationales Debüt hatte McMillan im Jahr 1985 bei der Curling-Juniorenweltmeisterschaft in Perth und gewann mit einer Bronzemedaille sein erstes Edelmetall. Bei der EM 1989 wurde er erstmals Europameister. Bei der EM 1994, 1995, 1996 und 1999 konnte McMillan den Titel des Europameisters erneut gewinnen. 1999 wurde er Weltmeister.
McMillan spielte insgesamt dreimal für die britische Mannschaft bei Olympischen Winterspielen. Bei seiner ersten Teilnahme 1988 in Calgary belegt die Mannschaft den achten Platz. 1992 in Albertville war McMillander Skip und belegte den fünften Platz. Bei der dritten Teilnahme, ebenfalls als Skip, 2002 in Salt Lake City erreicht er Platz acht.

## Erfolge
- Weltmeister 1999
- Europameister 1989, 1994, 1995, 1996, 1999
- 2. Platz Weltmeisterschaft 1986, 1992
- 3. Platz Weltmeisterschaft 1997
- 3. Platz Juniorenweltmeisterschaft 1985